# Mariä Heimsuchung (Unterigling)

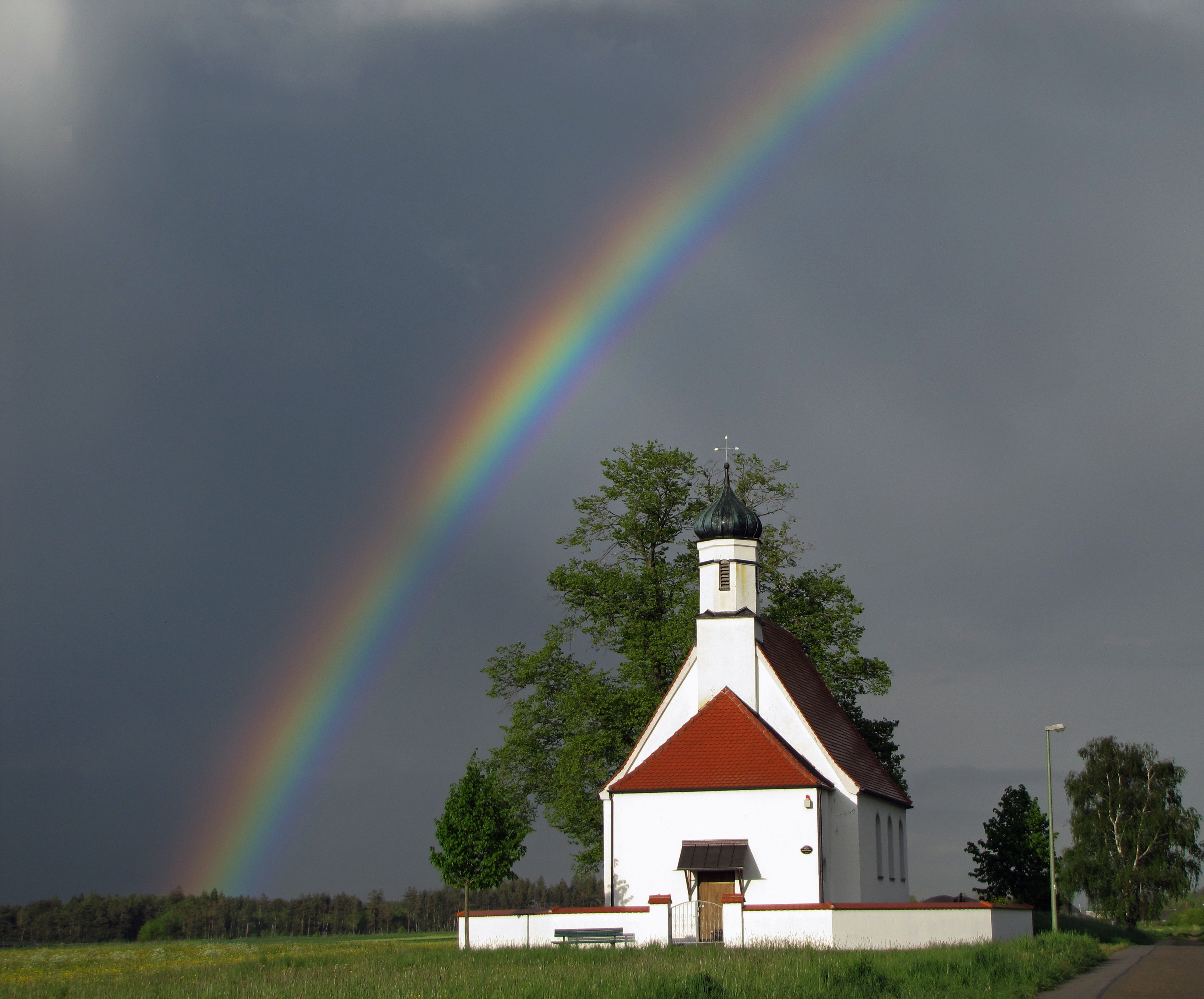
Mariä Heimsuchung in Unterigling

Die römisch-katholische Kapelle Mariä Heimsuchung steht in Unterigling, einem Gemeindeteil von Igling im oberbayerischen Landkreis Landsberg am Lech. Sie ist in der Liste der Baudenkmäler in Igling unter der Nr. D-1-81-127-2 eingetragen. Die Kapelle gehört zum Dekanat Landsberg im Bistum Augsburg.

## Beschreibung
Die Kapelle wurde 1639/40 im Auftrag von Joachim von Donnersberg gebaut. Sie besteht aus dem einschiffigen Langhaus mit Satteldach, dem dreiseitig geschlossenen Chor im Osten und einem achteckigen Dachreiter mit Zwiebelhaube im Westen. In einem verhältnismäßig großen Vorbau an der Westseite befindet sich der Eingang.
Auf dem Altarretabel des Hochaltars ist die Heimsuchung Mariens dargestellt. Die beiden Seitenaltäre von 1711 stammen von Lorenz Luidl.